# Фирюзинка
Фирюзи́нка, также Фирюза́ (туркм. Firüza) и Фирузэ́ (перс. فیروزه‎) — небольшая река на крайнем севере остана Северный Хорасан Ирана и в Арчабильском этрапе Туркмении. Название происходит от камня бирюза.
Протекает по тектоническому разлому в Центральном Копетдаге. Стекает с северного склона в северо-восточном направлении.
Берёт начало в Иране при слиянии реки Аксу и реки Каранге на высоте 1531 м.
Средние годовые расходы воды в реке колеблются в пределах от 10 до 60 л/сек. Все воды реки в нижнем течении уходят на орошение и водоснабжения населения, остатки сбрасываются в Каракумский канал.
Узкая межгорная долина реки длиной около 10 км известна как Арчабильское ущелье.
Климат в долине мягкий, сухой субтропический. На берегах реки на высоте около 600 м в 36 км от столицы г. Ашхабада расположен посёлок Фирюза, известный как климатический курорт с природным парком. Ранее здесь также располагался советский военный санаторий. В пределах города речка имеет величественную гранитную набережную, построенную солдатами стройбата.